# Pilophorus clavicornis
Pilophorus clavicornis är en insektsart som beskrevs av Bertil Robert Poppius 1914. Pilophorus clavicornis ingår i släktet Pilophorus och familjen ängsskinnbaggar. Inga underarter finns listade i Catalogue of Life.